# بيتن إيفانز
بيتن إيفانز (بالإنجليزية: Peyton Evans)‏ هو مدير فني أمريكي، ولد في 18 أكتوبر 1892 في أمهيرست في الولايات المتحدة، وتوفي في 24 فبراير 1972.